# انشطار ذاتي

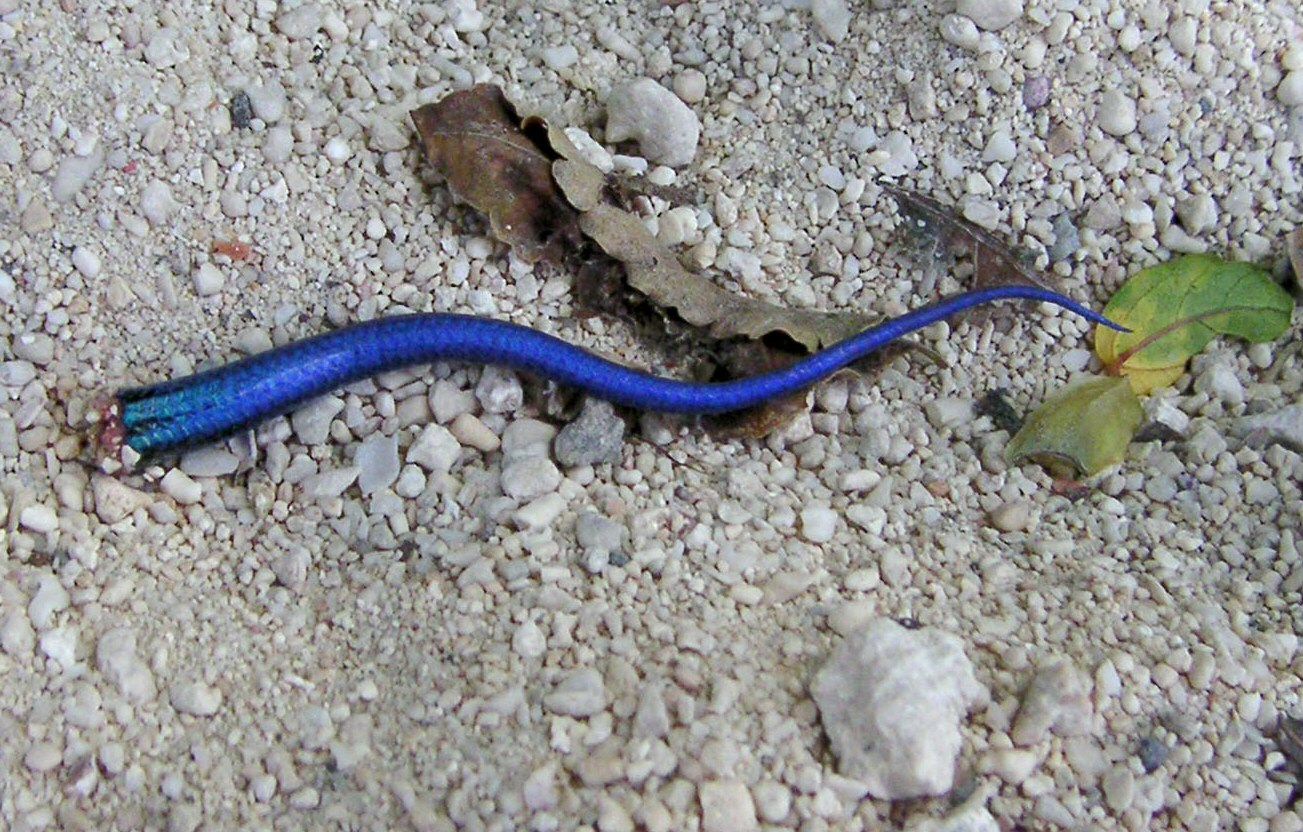

انشطار ذاتي أو بتر ذاتي، هي آلية دفاعية في بعض الزواحف والحشرات، حيث يقوم الزاحف أو الحشرة وقت الخطر أو هجوم مخلوق آخر عليه بفصل جزء من جسدها للتمويه عليه، حيث يتحرك الجزء المبتور ما يعطي له الفرصة للهرب في ظل انشغال المهاجم بالعضو المتحرك المبتور، ومن ثم ينمو له مجدداً، من أشهر الأمثلة لهذه العملية ذيل أبو بريص واستمراره في الحركة رغم أنفصاله عن جسده.